# Capitale (città)

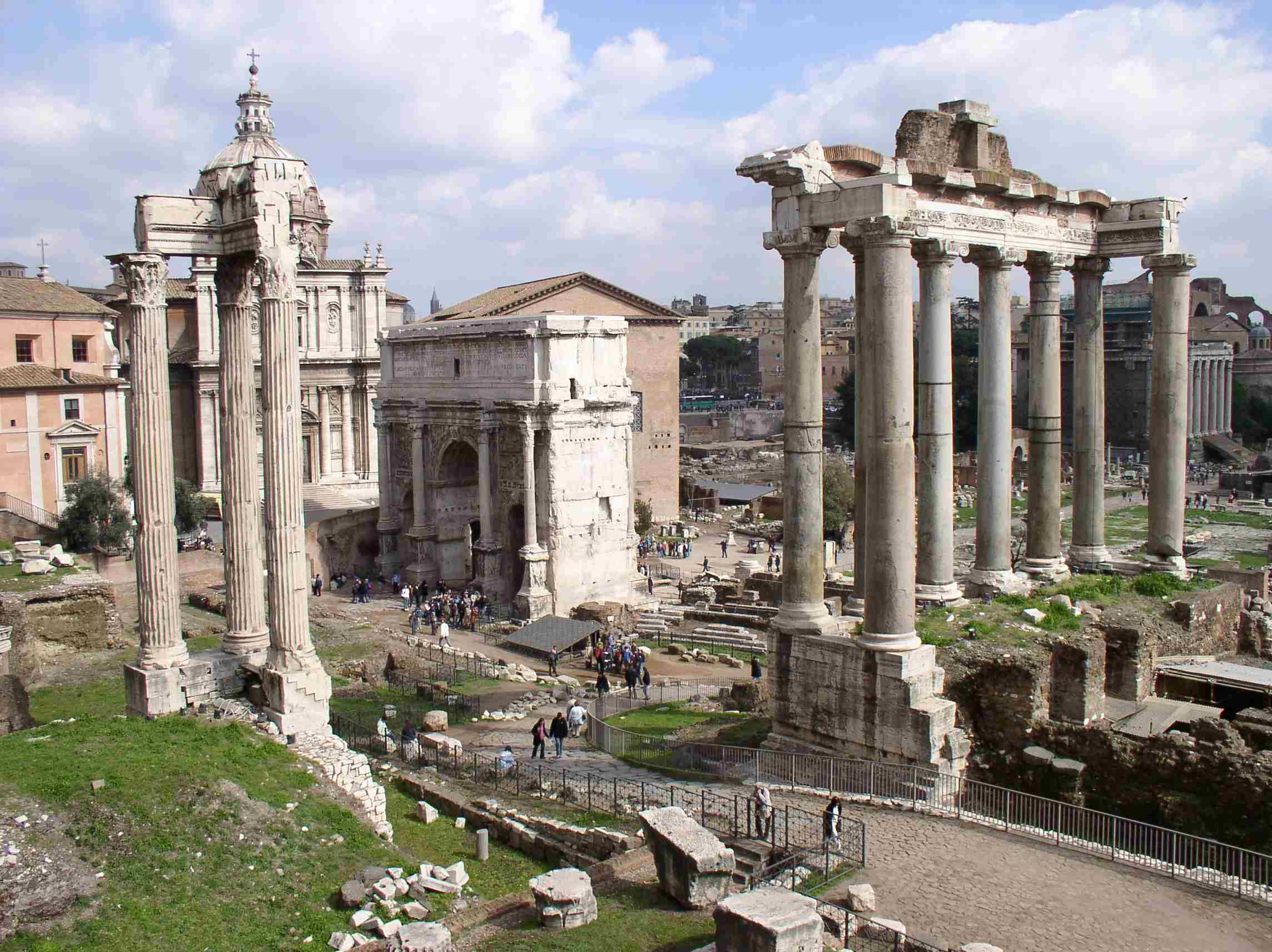
Il Foro Romano era circondato da molti edifici governativi come capitale dell'antica Roma

La capitale, estesamente città capitale di Stato o in altri contesti capitale politica, è la città principale di uno Stato. Stricto sensu, la capitale è la città che ospita la sede del governo di uno Stato; lato sensu la capitale di uno Stato può essere riconosciuta come tale a prescindere dall'esserne il centro istituzionale.. La capitale moderna storicamente non è sempre esistita. Nell'Europa occidentale medievale, era più comune una forma migratoria del governo: la corte itinerante.

## Etimologia
Il termine capitale deriva dall'aggettivo latino capitalis, a sua volta dal sostantivo caput. Quest'ultimo designava il capo nelle sue varie accezioni, ad esempio come parte principale del corpo umano o animale (testa), o come origine, o come guida, o appunto come città principale di una nazione. A Roma era infatti riservato l'appellativo di caput mundi (capitale del mondo).

## Stato giuridico di capitale
Uno Stato può avere una o più capitali, definite come tali in base a un riconoscimento de iure, o in rari casi nessuna. Un esempio di Stato con più di una capitale fu l'Impero austro-ungarico, che ne possedeva due: Vienna e Budapest. Viceversa, Nauru, la Svizzera e le città-Stato di Singapore e del Vaticano sono gli unici quattro Stati membri od osservatori dell'ONU a non avere una capitale ufficiale; a questi si aggiunge Taiwan, Stato non membro delle Nazioni Unite.
In alcune circostanze, tuttavia, una città non riconosciuta ufficialmente come capitale può essere considerata tale de facto, in quanto sede delle maggiori istituzioni di uno Stato. Yaren, Berna e Taipei svolgono ufficiosamente la funzione di comune capitale rispettivamente per Nauru, la Svizzera e Taiwan. Due casi particolari sono inoltre quelli della Bolivia, in cui la capitale giuridica è Sucre mentre il centro legislativo e governativo è La Paz, e del Sudafrica, in cui non esiste una capitale definita costituzionalmente ma ben tre città che ricoprono tale ruolo: Città del Capo (sede legislativa), Bloemfontein (sede giudiziaria) e Pretoria (sede amministrativa).